# Hungría en los Juegos Olímpicos de Garmisch-Partenkirchen 1936
Hungría estuvo representada en los Juegos Olímpicos de Garmisch-Partenkirchen 1936 por un total de 25 deportistas que compitieron en 5 deportes.  
El portador de la bandera en la ceremonia de apertura fue el esquiador alpino Levente Balatoni.

## Medallistas
El equipo olímpico húngaro obtuvo las siguientes medallas:
| Nombre                       | Deporte            | Competición |
| ---------------------------- | ------------------ | ----------- |
| Oro                          |                    |             |
| —                            |                    |             |
| Plata                        |                    |             |
| —                            |                    |             |
| Bronce                       |                    |             |
| Emília Rotter László Szollás | Patinaje artístico | Parejas     |